# Broängskyrkan
Broängskyrkan är en före detta kyrkobyggnad i området Broängen i Tumba, Botkyrka kommun.
Kyrkan började 1881 som missionshuset Elimsborg, anslutet till Evangeliska Fosterlands Stiftelsen (EFS). Verksamheten var nedlagd några år under 1960-talet, men 1967 skedde en nystart, då missionshuset bytte namn till Broängskyrkan. 1970 flyttade man en vandringskyrka, ritad av Rolf Bergh, till tomten och byggde ihop denna med missionshuset. 1972 startade man ett samarbete med dåvarande Tumba församling, och verksamheten i kyrkan blev således en del av Svenska kyrkans verksamhet, men missionsföreningen hade fortfarande ansvar för det dagliga arbetet.
På 1980-talet ansåg man lokalerna i anslutning till kyrkan för trånga, och efter förhandlingar med Botkyrka kyrkliga samfällighet, Tumba församling och EFS bestämdes att en ny kyrka skulle byggas i Storvreten. Denna kyrka färdigställdes 1993 och fick namnet Ängskyrkan. Broängskyrkans lokaler har övertagits av Vuxenskolan.